# La Mesa, Acaxochitlán
La Mesa är en ort i Mexiko.   Den ligger i kommunen Acaxochitlán och delstaten Hidalgo, i den sydöstra delen av landet, 120 km nordost om huvudstaden Mexico City. La Mesa ligger 2 367 meter över havet och antalet invånare är 897.
Terrängen runt La Mesa är lite kuperad. Runt La Mesa är det ganska tätbefolkat, med 108 invånare per kvadratkilometer. Närmaste större samhälle är Tulancingo, 14,3 km väster om La Mesa. I omgivningarna runt La Mesa växer i huvudsak blandskog.